# Владимир Кононов
Владимир Петрович Кононов (рус. Владимир Петрович Кононов; Горскоје, 14. октобар 1974), познатији под борбеним псеудонимом Цар (Царь), јесте ратни командант самопроглашене Доњецке Народне Републике. Министар одбране делимично признате Доњецке Народне Републике од 14. августа 2014. године. Генерал-пуковник ДНР. Проглашен је за хероја ДНР (2014).

## Биографија
Кононов је рођен 1974. године у граду Горскоје, Луганска област. Године 1995. дипломирао је на Ваздухопловној школи цивилног ваздухопловства у Славјанску. Године 1999. дипломирао је на Славјанском државном педагошком институту.
Професионално се бавио спортом и наставним активностима, радио као тренер у џудо федерацији Доњецке области. Има 20 година тренерског искуства у џудоу. Завршио специјалну обуку за старије официре.
Дана 13. априла 2014. добровољно се пријавио у Народну милицију Донбаса и предводио је контролни пункт у Славјанску. Командовао је јединицом у борбама у Славјанску, Шахтјорску, Иловајску, Моспину и другим насељима. Војни чин (од августа 2014. године) – потпуковник.
После оставке Игора Стрелкова, био је вршилац дужности министра одбране ДНР. Од 14. августа 2014. министар одбране Доњецке Народне Републике. За војне заслуге одликован је највишим признањима Министарства одбране ДНР.
Ожењен, има једно дете. Млађи брат је један од команданата Народне милиције ДНР.